# Округ Олдам (Кентаки)
Округ Олдам (енгл. Oldham County) је округ у америчкој савезној држави Кентаки.

## Демографија
По попису из 2010. године број становника је 60.316, што је 14.138 (30,6%) становника више него 2000. године.
| Група             | 2000.          | 2010.          |
| Белци             | 42.921 (92,9%) | 53.796 (89,2%) |
| Афроамериканци    | 1.943 (4,2%)   | 2.620 (4,3%)   |
| Азијати           | 201 (0,4%)     | 797 (1,3%)     |
| Хиспаноамериканци | 602 (1,3%)     | 2.133 (3,5%)   |
| Укупно            | 46.178         | 60.316         |